# Cecilia Contarini

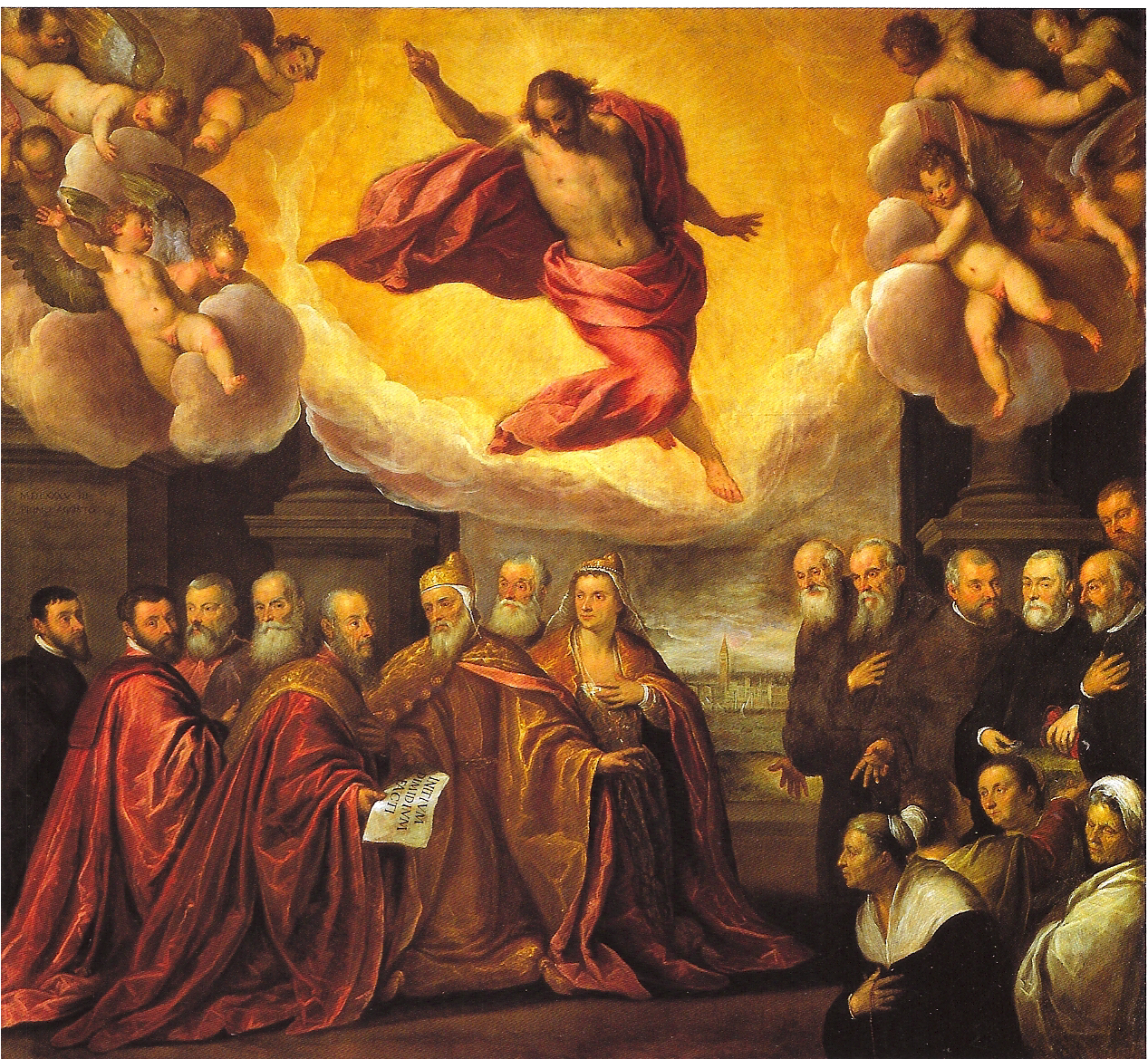
In einem vier Meter hohen Gemälde, bekannt als Telero Zen, geschaffen von Jacopo Palma d. J. 1585, nehmen im Jahr 1268 Doge und Dogaressa (Renier Zen und seine Frau Aluica da Prata, deren Gesichtszüge nicht überliefert waren) an einer Ratssitzung teil, in der das Procedere der Dogenwahl endgültig festgelegt wird; Oratorio dei Crociferi in Santa Maria Assunta gegenüber dem Altar. Palma fügte zeitgenössische Porträts ein, wie etwa von Vincenzo Morosini, der als Prokurator enge Beziehungen zum Oratorio pflegte, und der hoffte, selbst Doge zu werden. Doch scheiterte er in einer der umkämpftesten Wahlen und Pasquale Cicogna wurde gewählt. Die Gesichtszüge der Dogaressa versuchte Mary E. Frank nicht mit denjenigen von Cecilia Contarini zu identifizieren, obwohl diese in Kleidung des 16. Jahrhunderts dargestellt ist, jedoch durch den frühen Tod ihres Mannes nie einen feierlichen Einzug erhielt, sondern mit der Frau des Prokurators, mit Cecilia Pisani Morosini. 18 Tage vor Morosinis unerwarteter Niederlage wurde das Gemälde fertiggestellt.

Cecilia Contarini (fl. 1544–1578 in Venedig) war während der Amtszeit ihres zweiten Ehemanns, des Dogen Sebastiano Venier, nämlich vom 11. Juni 1577 bis zum 3. März 1578 Dogaressa der Republik Venedig. Das Paar war seit 1544 verheiratet und es hatte eine Tochter namens Elena. Cecilia Contarini war eine von nur vier Dogaresse des 16. Jahrhunderts.

## Leben
Cecilia Contarini di Natalino war mit Luca Vendramin in erster Ehe verheiratet. Verwitwet heiratete sie am 3. Juni 1544 in der Kirche Santa Maria degli Angeli auf Murano erneut, diesmal den späteren Dogen Sebastiano Venier. Das Haus, in dem ihr Ehemann und die Familie lebten, befand sich am Campo Santa Maria Formosa, was Andrea Da Mosto präzisieren konnte. Demnach ließ sich das Wohnhaus Veniers an besagtem Platz mit der heutigen Hausnummer 6127–6130 identifizieren.
Ihr zweiter Ehemann Sebastiano Venier brachte seinerseits aus einer unehelichen Beziehung zwei Söhne mit. Filippo wurde Priester, Marco Funktionär an der Dogenkanzlei. Bevor Venier 1568 nach Kreta aufbrach, das seit dem frühen 13. Jahrhundert eine venezianische Kolonie war, machte er am 22. Juni sein Testament. Darin erweist sich sein erhebliches Vermögen, vor allem an Immobilien. Hinzu kamen umfangreiche Einlagen in der Zecca. Seine Söhne Filippo und Marco ermahnte er, sich mit dem zufriedenzugeben, was sie hätten, denn das sei mehr, als wenn sie legitime Kinder gewesen wären. Seine Frau Cecilia stattete er zwar aus, doch Universalerbin wurde seine Tochter Elena. Diese war in erster Ehe mit Federico Corner verheiratet gewesen, nunmehr mit Francesco Morosini. 
Im sogenannten Ceremoniale, das 1593 auf Anordnung des Rates der Zehn durch den Sekretär Paolo Rena angefertigt wurde, und das die Wege der feierlichen Staatsrepräsentation aufzeigen sollte, befinden sich auch Beschreibungen der feierlichen Einzüge von Dogaresse, wobei vier Miniaturen in Band 1 eingefügt wurden. Diese Abbildungen stellen besagten Einzug, die Witwenschaft und das Totenkleid von drei Dogaresse dar. Diese waren Zilia Dandolo Priuli, Loredana Marcello Mocenigo und Cecilia Contarini Venier, und damit drei der vier Dogaresse des 16. Jahrhunderts. Damit wird ihre überaus herausgehobene Stellung im staatlich-öffentlichen Ritual deutlich.